# آيت علي أوحماد (سيدي يحيى أو ساعد)
آيت علي أوحماد هي إحدى مشيخات المملكة المغربية، تتبع جغرافيا لإقليم خنيفرة وإداريًا لسيدي يحيى أو ساعد. يقدر عدد سكانها بـ 1794 نسمة حسب الإحصاء الرسمي للسكان والسكنى لسنة 2004.